# Кінезіологія

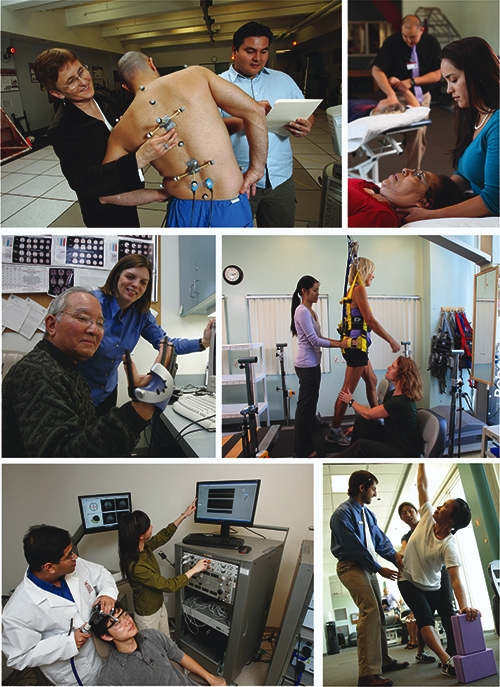
Серія зображень, які представляють дослідження (ліворуч) і практику (праворуч) у галузі академічної кінезіології

Кінезіологія (дав.-гр. κίνησις «рух» + λόγος «знання») — наука про рух людини та інших істот, наукова і практична дисципліна, що вивчає м'язовий рух у всіх його проявах. Застосування кінезіології до людського здоров'я включає зокрема біомеханіку, ортопедію, психологію спорту, методи реабілітації, спорт і вправи.

## Загальні відомості
Наука про механіку рухів людини. Традиційно в Радянському Союзі вона мала назву «біомеханіка» і по цю пору вивчається в спортивних навчальних закладах. У цьому значенні кінезіології викладають на спортивних факультетах і кафедрах по всьому світу. На Заході біомеханіка вважається основною частиною кінезіології, в якій розглядаються не тільки механічні, а й фізіологічні та психологічні основи руху живих істот. Великий внесок в біомеханіку вніс великий радянський психофізіолог і фізіолог Н. А. Бернштейн, його концепція «фізіології рухів» становить теоретичну основу цієї науки.
Кінезіологія допомагає домогтися найбільш раціональних рухів для спортсменів, танцюристів. Кінезіологією в біомеханічному форматі займається така дисципліна, як фізіологія праці.
Кінезіологія використовується в лікувальній фізкультурі: при проведенні кінезіологічного огляду оцінюють рухову активність з урахуванням рухливості суглобів і стану м'язів.
У 1965 році в Массачусетському університеті в Емгерсті був створений перший у Сполучених Штатах Департамент науки про фізичні вправи (тепер називається кінезіологія) під керівництвом дослідників і академіків у галузі фізичних вправ. У 1967 році в Університеті Ватерлоо було відкрито перше в Канаді відділення кінезіології.

## Принципи

### Адаптація за допомогою вправ
Адаптація за допомогою фізичних вправ є ключовим принципом кінезіології, який стосується покращення фізичної форми у спортсменів, а також здоров'я та самопочуття у інших груп населення. Тренування — це простий та усталений спосіб вирішення багатьох рухових порушень або порушень опорно-рухового апарату, зумовлений нейропластичністю мозку та адаптивністю опорно-рухового апарату. За результатами дослідження, лікувальна фізкультура продемонстрували позитивний вплив на нейромоторний контроль і рухові можливості як у звичайних, так і в групах з ураженням опорно-рухового апарату.
Існує багато різних видів вправ, які можна застосувати в кінезіології для спортивних, звичайних та клінічних груп населення. Аеробні вправи допомагають поліпшити серцево-судинну витривалість. Програми анаеробних силових тренувань можуть покращити якість м'язів, збільшити силу, та масу тіла.
Причинами зниження ризику падінь та посилення нервово-м'язового контролю є програми для налагодження балансу. Програми гнучкості можуть збільшити функціональний діапазон рухів і зменшити ризик травм.
В цілому програми тренувань можуть зменшити симптоми депресії, ризик серцево-судинних та метаболічних захворювань,. Крім того, вони можуть сприяти покращенню якості життя, звичок сну, функцій імунної системи, та складу тіла.
Вивчення фізіологічних реакцій на фізичні вправи та їх терапевтичне застосування відоме як фізіологія вправ, що є важливою галуззю досліджень у кінезіології.

### Нейропластичність
Нейропластичність також є ключовим науковим принципом, який використовується в кінезіології для опису того, як рух і зміни в мозку пов'язані. Мозок людини адаптується та набуває нових рухових навичок, заснованих на цьому принципі. Мозок може бути під впливом нових стимулів і переживань, а отже, може вчитися на них і створювати нові нейронні шляхи, що призводить до адаптації мозку. Ці нові адаптації та навички включають як адаптивні, так і дезадаптивні зміни мозку.

### Прикладна кінезіологія
Водночас як кінезіологія займається тілесними проблемами (корекція суглобів, м'язи, дозволені, костери черепа), існує і її психо-орієнтована різноманітність «Єдиний мозок/концепція три в одному»), авторами якої є Г. Стокс, Д. Вайтсайд і К. Келлвей. В рамках прикладної кінезіології передбачається, що коли стрес блокує систему життєзабезпечення організму. Вважається, що прикладна кінезіологія здійснює психокорекцію і дозволяє звільнити організм від старих негативних емоційних «вібрацій». Діагностика проводиться тим же методом м'язового тестування, що і в кінезіології. Робота з пацієнтами ведеться як на свідомому, так і на підсвідомому рівнях. Наукову кінезіологію слід відрізняти від напрямків альтернативної медицини: «прикладної кінезіології» (англ. Applied kinesiology), «навчальної кінезіології» (англ. Edu-K) та інших. Також створені навчання з кінезіології «Дотик до здоров'я» («Touch for Health»). Наукова обґрунтованість цих дисциплін не доведена, або повністю відсутня.
Різноманітні види прикладної кінезіології поєднані з психокоррекцією та тілесно-орієнтованою психотерапією. Їх розвивали учні та послідовники Джорджа Гудхарта.

### Енергетична кінезіологія
Енергетична кінезіологія — це вчення про рухи м'язів. Скориставшись м'язовим тестуванням, спеціаліст-кінезіолог може виявити, а потім усунути наслідки травм і стресів.
М'язове тестування — це мова, за допомогою якого можна отримати доступ до підсвідомості людини.
З допомогою кінезіології можна:
- зняти гострий стрес;
- повернути людині самовпевненість, підтримати його авторитет;
- вибрати оптимальну для вас професію;
- вирішити проблеми спілкування всередині сім'ї, між подружжям, дітьми і зі старшим поколінням;
- вирішити конфлікти на роботі;
- позбутися від комплексів у спілкуванні з протилежною статтю;
- з'ясувати причини хронічної втоми, депресії, безсоння, плаксивості, апатії;
- вирішити давні проблеми зі здоров'ям, хронічними захворюваннями;
- допомогти дітям з навчанням у школі, повернути посидючість, скорегувати поведінку;
- підібрати індивідуальну дієту, скласти індивідуальний список корисних для здоров'я продуктів.

Кінезіологічні корекції проводяться на фізичному, психологічному та енергетичному рівнях. Поняття «трикутник здоров'я» охоплює відновлення роботи біохімічних процесів через правильне харчування, використання детокс-систем, застосування гомеопатичних засобів тощо.
За допомогою методів кінезіології активується вроджена властивість організму до збалансування, самовідновлення та зцілення. Спеціаліст-кінезіолог може знайти й усунути наслідки травм і стресів людини не тільки тих, які вона сама пережила, але й отриманих від своїх предків. Завдяки енергетичній кінезіології можна позбавитися болю швидко і легко без медикаментів.

## Сфера застосування
Кінезіологи як медичні працівники працюють на різних посадах у цій галузі. Зокрема вони працюють фахівцями з реабілітації в лікарнях, клініках та приватних установах, взаємодіючи з групами населення, які потребують догляду з опорно-руховими, серцевими та неврологічними захворюваннями. Такі лікарі забезпечують реабілітацію осіб, які постраждали на виробництві та в дорожньо-транспортних пригодах. Кінезіологи також працюють як спеціалісти з функціональної оцінки, терапевтами з ЛФК, ергономістами, спеціалістами з повернення до роботи, заввідділами відповідних установ і медичними юридичними оцінювачами. Крім того, кінезіологія застосовується в сферах здоров'я та фітнесу для всіх рівнів спортсменів, але частіше зустрічається при підготовці спортсменів вищих рівнів.

## В Канаді
У Канаді кінезіологія була призначена регульованою медичною професією в Онтаріо. Кінезіології було надано право регулювати в провінції Онтаріо влітку 2007 року, подібні пропозиції були зроблені для інших провінцій. Коледж кінезіологів Онтаріо досягнув проголошення 1 квітня 2013 року, коли професія «Кінезіолог» стала захищеною законом. У Онтаріо лише члени коледжу можуть називати себе зареєстрованими кінезіологами. Особи, які заробляли ступені в кінезіології, можуть працювати в дослідженнях, фітнес-індустрії, клініках та промислових середовищах. Вони також працюють у сферах серцевої реабілітації, охорони здоров'я та безпеки; лікарнях та довгострокових закладах, центрах охорони здоров'я.

## В Україні
В Україні енергетична кінезіологія представлена організацією «Центр кінезіології Андрія Барабаша/ Енергетична кінезіологія Україна», що була заснована у 2017 році офіційним представником «Академії прикладної біоневрології» (Австралія) в Україні. Це перший центр практичного вивчення та застосування енергетичної кінезіології. У ньому здійснюється лікування хронічних захворювань, алергій, травм, нервових розладів, інших фізичних захворювань та важких психоемоційних станів методами кінезіологічної корекції організму. Також на базі центру відбувається навчання інструкторів-кінезіологів. Засновник центру Андрій Барабаш є консультантом у напрямку «Позитивна психотерапія WAPP» (Вісбаденська академія психотерапії, Німеччина), спеціалістом по методу розставлення «Enervision».

### Андрій Барабаш
Андрій Леонідович Барабаш (нар. 12 лютого 1964, м. Харків) — український психолог, психотерапевт, інструктор по кінезіології та прикладній фізіології. Офіційний представник «Академії прикладної біоневрології» (Австралія) в Україні. Керівник «Українського центру енергетичної кінезіології». У 2011 році закінчив Міжрегіональну академію управління персоналом в Харкові за спеціальністю психологія. Закінчив ряд курсів з кінезіології, фізіології та інших методів терапії. Спеціаліст по методу розставлення «Enervision». Консультант у напрямку «Позитивна психотерапія WAPP» (Вісбаденська академія психотерапії, Німеччина), єдиного визнаного міністерством освіти курсу психотерапії в Україні. Офіційний та єдиний представник «Академії прикладної біоневрології» (Австралія) в Україні.

## Технології в кінезіології
Технологія фіксації рухів може застосовуватися для вимірювання рухів людини, а отже, і для кінезіології. Історично, в лабораторіях фіксації руху записували дані високої точності. Хоча ці системи є точними та надійними, вони можуть призводити до високих капітальних та експлуатаційних витрат. Сучасні системи збільшили доступність технології mocap.